# Ubaque
Ubaque là một khu tự quản thuộc tỉnh Cundinamarca, Colombia. Thủ phủ của khu tự quản Ubaque đóng tại Ubaque Khu tự quản Ubaque có diện tích ki lô mét vuông. Đến thời điểm ngày 28 tháng 5 năm 2005, khu tự quản Ubaque có dân số 6982 người.